# Az utolsó meghajlás (kötet)
Az utolsó meghajlás című kötet Sir Arthur Conan Doyle Sherlock Holmes-ról szóló hét (az amerikai kiadásokban, és néhány brit kiadásban nyolc) történetét tartalmazza, ezenkívül a kötetben megjelenő novellák közül az utolsó novella címe is ez. Eredetileg az 1908 és 1913 között publikált különböző Holmes-történetek gyűjteménye ez, ami tartalmazza a vele azonos című, 1917-ben kiadott novellát is.
Doyle először "Sherlock Holmes visszaemlékezései"-nek akarta elnevezni a kötetet, de miután a Standard Magazinban megjelent az "Az utolsó meghajlás" című novellája, megváltoztatta véleményét, és erről nevezte el novelláskötetét. Néhány kiadás "Az utolsó meghajlás" helyett mégis "Sherlock Holmes visszaemlékezései" címen jelent meg.
A "Wisteria-lak titka" sem e címen jelent meg, hanem – hosszúsága miatt – egy két részből ("Mr. John Scott Eccles rendkívüli felfedezése" és "San Pedro tigrise") álló novellaként.

## Novellák a kötetben
- A Wisteria-lak titka
- A Vörös Kör esete
- A Bruce-Partington-tervek elrablása
- A haldokló detektív
- Lady Frances Carfax eltűnése
- Az ördög lába
- Az utolsó meghajlás

A legtöbb amerikai kiadásban A rejtelmes doboz története is e kötet része, míg ugyanez a novella az angol kiadásokban a Sherlock Holmes emlékiratai című kötetben szerepel.

## Fordítás
- Ez a szócikk részben vagy egészben  a   His Last Bow című angol Wikipédia-szócikk fordításán alapul.  Az eredeti cikk szerkesztőit annak laptörténete sorolja fel. Ez a jelzés csupán a megfogalmazás eredetét és a szerzői jogokat jelzi, nem szolgál a cikkben szereplő információk forrásmegjelöléseként.